# علي أباد شمس
علي أباد شمس (بالفارسية: علی‌آباد شمس) هي قرية تقع في منطقة رونيز في إيران. يقدر عدد سكانها بـ 618 نسمة .